# Domaine des Écoles polytechniques fédérales
Pour les articles homonymes, voir EPF.
Ne doit pas être confondu avec École polytechnique (France) ou EPF (école d'ingénieurs).
Le Domaine des Écoles polytechniques fédérales, ou Domaine des EPF, comprend six établissements d'enseignement supérieur suisses publics et autonomes du domaine des sciences et de l'ingénierie. Ensemble, elles emploient environ 21 000 personnes, comptent environ 30 000 étudiants et doctorants et disposent d'un budget annuel approchant deux milliards de francs suisses.
À la différence de la plupart des hautes écoles, elles ne relèvent pas de la compétence des entités fédérées, les cantons.

## Direction stratégique et surveillance des établissements du Domaine
Le Domaine des EPF est dirigé par le Conseil des Écoles polytechniques fédérales (CEPF), lequel compte 11 membres nommés pour quatre ans par le Conseil fédéral. Relèvent notamment de sa compétence, la planification stratégique, la répartition des ressources financières allouées par la Confédération et la nomination des professeurs des deux EPF. C’est sur sa proposition que le Conseil fédéral nomme les présidents et directeurs des six établissements.
Le Domaine des EPF comporte sa propre autorité de recours, la Commission de recours interne des EPF devant laquelle peuvent être portée les décisions des organes des établissements du Domaine des EPF. Les décisions du Conseil des EPF et de la Commission de recours interne des EPF peuvent faire l’objet d’un recours devant le Tribunal administratif fédéral. Les commissions fédérales de recours en matière de personnel et de recours des EPF ont été supprimées à compter du premier janvier 2007.
Enfin, le Département fédéral de l'économie, de la formation et de la recherche (DEFR) est autorité de surveillance des établissements du Domaine des EPF.

## Écoles polytechniques fédérales

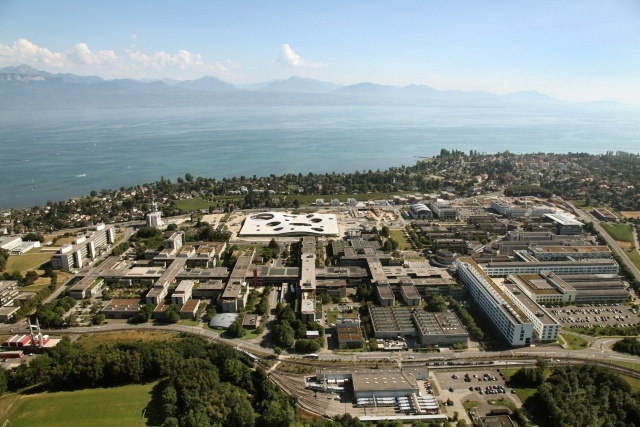
Vue aérienne (2009) de l'École polytechnique fédérale de Lausanne (EPFL), qui forme avec l'Université de Lausanne (UNIL) un vaste campus à proximité du lac Léman.

### École polytechnique fédérale de Zurich (EPFZ)
L'École polytechnique fédérale de Zurich est caractérisée par la coexistence de deux tendances fortes : la recherche fondamentale et les sciences de l’ingénieur. Son budget annuel est d'environ 1,7 milliard de francs suisses (2016). Elle accueille environ 20 000 étudiants et emploie environ 11 100 personnes (9 100 équivalents pleins temps; 2016), dont environ 490 professeurs et 2 000 enseignants non professeurs. L’École décerne chaque année quelque 2 000 diplômes et 850 doctorats. Les unités de recherche de l’EPFZ (départements) couvrent les domaines d’enseignement et de recherche suivants: architecture ; génie civil, géodésie et environnement ; génie mécanique et procédés ; technologies de l’information et électrotechnique ; informatique ; sciences des matériaux ; management, technologie et économie ; mathématiques ; physique ; chimie et sciences biologiques connexes ; biologie ; sciences de la terre ; sciences de l’environnement ; agronomie et sciences alimentaires ; sciences humaines, sociales et politiques.

### École polytechnique fédérale de Lausanne (EPFL)
Cette Haute école a été fondée en 1853 et est devenue fédérale en 1969. Dans les années 2000, elle renforce son implication dans le domaine des sciences de la vie. En plus de ce thème, elle couvre principalement les domaines des sciences de base, de l’ingénierie, de l'architecture et de l'informatique. Elle dispose d’un budget annuel d'environ 950 millions de francs suisse (2017). Elle accueille 10 500 étudiants et doctorants et emploie 5 880 personnes dont 346 professeurs (2016).

## Groupe des établissements de recherche

### Laboratoire fédéral d'essai des matériaux et de recherche (Empa)
Situé à Dübendorf, Saint-Gall et Thoune, l’Empa est une institution de recherche et de services interdisciplinaire qui se consacre à la science des matériaux et aux développements technologiques.  La recherche et développement y ont pris depuis quelques années une place grandissante. Les activités de recherche et de développement de l’Empa veulent établir un lien entre la recherche appliquée et sa transposition pratique, entre la science et l’industrie ainsi qu’entre la science et la société. Il dispose d'un budget de 124 millions de francs Suisses et emploie environ 940 personnes en 2016.

### Institut Paul Scherrer (PSI)
Situé à Villigen, l'Institut Paul Scherrer est né de la fusion de l'Institut suisse de recherche nucléaire et de l'Institut fédéral de recherche en matière de réacteurs, de sa fonction de « user lab » découle des liens étroits entre l'Institut et les sciences biologiques et des matériaux, la recherche sur les solides et la recherche physique, la recherche énergétique. Il dispose d'un budget annuel de 322 millions de francs suisses environ. Il emploie environ 2 100 personnes (2016).

### Institut fédéral de recherches sur la forêt, la neige et le paysage (WSL)

Logo du WSL

L'Institut fédéral de recherche sur la forêt, la neige et le paysage (en allemand Eidgenössische Forschungsanstalt für Wald, Schnee und Landschaft, WSL) est situé à Birmensdorf, Davos, Cadenazzo, Lausanne et Sion.
Le WSL est un centre national de recherche multidisciplinaire travaillant dans le domaine des sciences forestières, de l’écologie et du paysage ainsi que de la neige et des avalanches au sens très large. L’utilisation, l’aménagement et la protection des milieux naturels terrestres ainsi que la gestion des dangers naturels constituent ses activités prioritaires. Il est à même de proposer les bases nécessaires à la prise de décision dans son champ de compétence, notamment s'agissant des atteintes à l'environnement, de l'urbanittsation, de l'éloignement de la nature, des risques naturels et de mondialisation des marchés. Il occupe environ 500 collaborateurs répartis entre Birmensdorf, Davos (Institut fédéral pour l’étude de la neige et des avalanches SLF), Cadenazzo, Lausanne et Sion. Il dispose d'un budget de 86 millions de francs suisses environ (2019).

### Institut fédéral des sciences et technologies de l'eau (Eawag)
Situé à Dübendorf (siège) et Kastanienbaum, l'Eawag est une unité de recherche dans le domaine de l'eau et des cours d'eau. En plus de la recherche, Il participe à la formation continue et prodigue ses conseils aux différents intervenants dans son domaine. L'Eawag est actuellement doté d'un budget de 61 millions de francs suisses et emploie 447 personnes (équivalents pleins temps) (2016).